# Marmosops noctivagus
Marmosops noctivagus là một loài động vật có vú trong họ Didelphidae, bộ Didelphimorphia. Loài này được Tschudi mô tả năm 1844.